# 鄭士琦
鄭 士琦（てい しき）は清末民初の北洋系軍人で、北京政府、安徽派に属した。字は雲卿。

## 事跡
安徽陸軍随営学堂を卒業し、済南の北洋第5鎮の隊官（中隊長）、管帯（大隊長）を歴任した。
中華民国成立後の1912年（民国元年9月、部隊単位の名称変更により同部隊は中央陸軍第5師に改称され、翌1913年（民国2年）、陸軍第5師砲兵第5団団長に任命される。同年7月の二次革命（第二革命）では、徐州で決起した冷遹の討袁軍第3師討伐のため、雨の中を歩隊一個営、砲隊一個連を率いて江蘇省との省境の微山県韓荘鎮の利国駅で激戦を繰り広げる。やがて同じく第5師の潘鴻鈞の第10旅第19団、張勲の武衛前軍も到着し、討袁軍を退けた。
1914年（民国3年）8月、第5師第10旅旅長に昇進した。1919年（民国8年）5月、署陸軍第2師二等参謀官に任命され、後に第5師師長に昇進した。
1923年（民国12年）1月、済威将軍の位を授与される。同年10月、山東督軍（後に督理、督弁）に任命された。1925年（民国14年）、奉天派の張宗昌の圧力に屈し、4月に安徽督軍に転任した。しかし実際には就任することが出来ず、8月に下野した。
以後、天津に寓居し、1935年（民国24年）病没。享年63。